# Bianka Zazzo
Bianka Zazzo, née Bina Goldmine le 26 mars 1915 à Łódź (Pologne) et morte le 8 janvier 2007 à Paris 13e, est une psychologue française. 

## Biographie
Lycéenne très engagée, elle sera emprisonnée trois mois pour appartenance à un groupement de gauche. À sa sortie, elle vient à Paris où elle est toujours très engagée politiquement. 
Elle rencontre en 1933  René Zazzo, psychologue et universitaire dont elle devient l'épouse en 1936. 
En 1966, elle publie sa thèse intitulée La psychologie différentielle des adolescents. Elle mène des recherches sur la psychologie scolaire et la psychologie du développement.

## Œuvres
- Un grand passage : de l'école maternelle à l'école élémentaire, PUF, 3e éd. revue et augmentée, 2005,  (ISBN 2130400191)
- Une mémoire pour deux, récit autobiographique, avec René Zazzo, 188 pages, Sprimont, Pierre Mardaga, 2000,  (ISBN 2870097581)
- René Zazzo (1910-1995) : publications et éléments biographiques, réunis par Bianka Zazzo, Paris, Bianka Zazzo, 1996.
- Féminin-masculin à l'école et ailleurs, PUF, 1993,  (ISBN 2130452744)
- L'enfant et l'entrée dans la vie collective, Nevers, Caisse d'allocations familiales de la Nièvre, Institut de l'enfance et de la famille, 1985.
- L'école maternelle à deux ans : oui ou non?, éd. Stock, 1984, Coll.: Laurence Pernoud,  (ISBN 2234016649)
- Où en est la psychologie des enfants?, Gonthier, Paris, 1983
- Les 10-13 ans : garçons et filles en CM2 et en sixième, préface de René Zazzo, PUF, 1982,  (ISBN 2130374832)
- Psychologie différentielle de l'adolescence : étude de la représentation de soi, préface d'Ignace Meyerson, Paris, Presses universitaires de France, 1966.
- La représentation de soi chez les adolescents : étude différentielle, 1964.
- La jeunesse et le cinéma, avec René Zazzo, étude expérimentale organisée par le Centre international de l'enfance, sous la direction scientifique du Laboratoire de psychobiologie de l'enfant, École pratique des hautes études, Paris, 1955.
- Le concours international du film récréatif pour enfants, résultats et commentaires, avec René Zazzo, Paris,  Centre international de l'enfance, 1954.